# Eberhard Anheuser
Eberhard Anheuser (Bad Kreuznach, 27 settembre 1806 – Saint Louis, 2 maggio 1880) è stato un imprenditore tedesco.
Fu un produttore e grossista di candele e sapone, che, divenuto suocero di Adolphus Busch, fondò con questi l'Anheuser-Busch Company.

## Biografia
Trascorse l'infanzia durante la dominazione del Primo Impero francese, a Kreuznach, dove i suoi genitori gestivano un vigneto di famiglia risalente al 1627. Nel 1842, Eberhard e due dei suoi fratelli si trasferirono in Nord America.
Grande creditore della Bavarian Brewery Company, quando la nota azienda produttrice di birra fondata nel 1853, incontrò delle serie difficoltà finanziarie nel 1860, Anheauser rilevò la società, facendosi carico di pagare debiti minori.

Divenutone il presidente e amministratore delegato, mutò il nome del birrificio in Eberhard Anheuser and Company.
Sua figlia Lilly sposò Adolphus Busch, un venditore di articoli di birreria, mentre nel 1861 la sorella maggiore Anna Anheuser sposò Ulrich Busch, fratello di Adolphus.
Il birrificio rimase competitivo anche successivamente allo scoppio della Guerra civile americana, poiché l'esercito dell'Unione proibì la produzione e vendita dei liquori forti, ma non della lager.
 
Via via che il business cresceva, Adolphus Busch assunse ulteriori responsabilità, finché nel 1879 la società fu ribattezzata Anheuser-Busch.
Anheuser si spense nel 1880 e fu sepolto nel cimitero di Bellefontaine a St. Louis.